# Premi Emmy 2005
La cerimonia della 57ª edizione dei Primetime Emmy Awards (57th Primetime Emmy Awards) si è tenuta allo Shrine Auditorium di Los Angeles il 18 settembre 2005.
La cerimonia è stata presentata da Ellen DeGeneres e trasmessa dalla CBS.
Allo show è stata abbinata una raccolta fondi organizzata dall'associazione internazionale Habitat for Humanity International per aiutare le vittime dell'uragano Katrina.
I Creative Arts Emmy Awards sono stati consegnati il 11 settembre.

## Primetime Emmy Awards

### Migliore serie drammatica
- Lost
- 24
- Deadwood
- Six Feet Under
- West Wing - Tutti gli uomini del Presidente

### Migliore serie comica o commedia
- Tutti amano Raymond

15 candidature e 6 premi per Desperate Housewives, serie rivelazione dell'anno insieme a Lost.

- Arrested Development - Ti presento i miei
- Desperate Housewives
- Scrubs - Medici ai primi ferri
- Will & Grace

### Migliore miniserie
- The Lost Prince, regia di Stephen Poliakoff
- 4400 (The 4400), regia di Nick Gomez, Tim Hunter, Helen Shaver, Yves Simoneau e David Straiton
- Empire Falls - Le cascate del cuore (Empire Falls), regia di Fred Schepisi
- Elvis, regia di James Steven Sadwith

### Migliore film per la televisione
- F.D. Roosevelt: un uomo, un presidente (Warm Springs), regia di Joseph Sargent
- Lackawanna Blues, regia di George C. Wolfe
- The Office, regia di Ricky Gervais e Stephen Merchant
- Tu chiamami Peter (The Life and Death Of Peter Sellers), regia di Stephen Hopkins
- The Wool Cap - Berretto di lana (The Wool Cap), regia di Steven Schachter

### Migliore attore in una serie drammatica
- James Spader – Boston Legal
- Hank Azaria – Huff
- Hugh Laurie – Dr. House - Medical Division
- Ian McShane – Deadwood
- Kiefer Sutherland – 24

### Migliore attore in una serie comica o commedia
- Tony Shalhoub – Detective Monk
- James Bateman – Arrested Development - Ti presento i miei
- Zach Braff – Scrubs - Medici ai primi ferri
- Eric McCormack – Will & Grace
- Ray Romano – Tutti amano Raymond

### Migliore attore in una miniserie o film per la televisione
- Geoffrey Rush – Tu chiamami Peter
- Kenneth Branagh – F.D. Roosevelt: un uomo, un presidente
- Ed Harris – Empire Falls - Le cascate del cuore
- William H. Macy – The Wool Cap - Berretto di lana
- Jonathan Rhys Meyers – Elvis

### Migliore attrice in una serie drammatica
- Patricia Arquette – Medium
- Glenn Close – The Shield
- Frances Conroy – Six Feet Under
- Jennifer Garner – Alias
- Mariska Hargitay – Law & Order - Unità vittime speciali

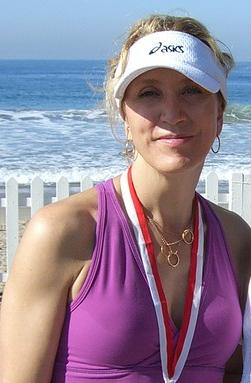
Felicity Huffman, migliore interprete femminile per la "comedy" Desperate Housewives.

### Migliore attrice in una serie comica o commedia
- Felicity Huffman – Desperate Housewives
- Marcia Cross – Desperate Housewives
- Teri Hatcher – Desperate Housewives
- Patricia Heaton – Tutti amano Raymond
- Jane Kaczmarek – Malcolm

### Migliore attrice in una miniserie o film per la televisione
- S. Epatha Merkerson – Lackawanna Blues
- Halle Berry – Con gli occhi rivolti al cielo (Their Eyes Were Watching God), regia di Darnell Martin
- Blythe Danner – Back When We Were Grownups, regia di Ron Underwood
- Cynthia Nixon – F.D. Roosevelt: un uomo, un presidente
- Debra Winger – Dawn Anna - Più forte del destino (Dawn Anna), regia di Arliss Howard

### Migliore attore non protagonista in una serie drammatica
- William Shatner – Boston Legal
- Alan Alda – West Wing - Tutti gli uomini del Presidente
- Naveen Andrews – Lost
- Terry O'Quinn – Lost
- Oliver Platt – Huff

### Migliore attore non protagonista in una serie comica o commedia
- Brad Garrett – Tutti amano Raymond
- Peter Boyle – Tutti amano Raymond
- Sean Hayes – Will & Grace
- Jeremy Piven – Entourage
- Jeffrey Tambor – Arrested Development - Ti presento i miei

### Migliore attore non protagonista in una miniserie o film per la televisione
- Paul Newman – Empire Falls - Le cascate del cuore
- Brian Dennehy – Ai nostri padri, regia di Dan Curtis
- Christopher Plummer – Ai nostri padri
- Randy Quaid – Elvis
- Philip Seymour Hoffman – Empire Falls - Le cascate del cuore

### Migliore attrice non protagonista in una serie drammatica
- Blythe Danner – Huff
- Stockard Channing – West Wing - Tutti gli uomini del Presidente
- Tyne Daly – Giudice Amy
- Sandra Oh – Grey's Anatomy
- CCH Pounder – The Shield

### Migliore attrice non protagonista in una serie comica o commedia
- Doris Roberts – Tutti amano Raymond
- Conchata Ferrell – Due uomini e mezzo
- Megan Mullally – Will & Grace
- Holland Taylor – Due uomini e mezzo
- Jessica Walter – Arrested Development - Ti presento i miei

### Migliore attrice non protagonista in una miniserie o film per la televisione
- Jane Alexander – F.D. Roosevelt: un uomo, un presidente
- Kathy Bates – F.D. Roosevelt: un uomo, un presidente
- Camryn Manheim – Elvis
- Charlize Theron – Tu chiamami Peter
- Joanne Woodward – Empire Falls - Le cascate del cuore

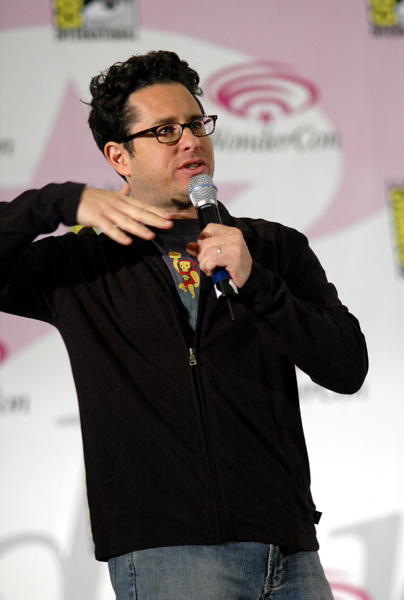
J.J. Abrams, uno degli ideatori di Lost, premiato come migliore regista di una serie drammatica.

### Migliore regia per una serie drammatica
- J. J. Abrams – Lost
- Greg Fienberg – Deadwood
- Alex Graves – West Wing - Tutti gli uomini del Presidente
- Peter Horton – Grey's Anatomy
- Quentin Tarantino – CSI - Scena del crimine
- Peter Tolan – Rescue Me
- Scott Winant – Huff

### Migliore regia per una serie comica o commedia
- Charles MacDougall – Desperate Housewives
- James Burrows – Will & Grace
- David Frankel – Entourage
- Gary Halvorson – Tutti amano Raymond
- Randy Zisk – Detective Monk

### Migliore regia per una miniserie o film per la televisione
- Stephen Hopkins – Tu chiamami Peter
- Joseph Sargent – F.D. Roosevelt: un uomo, un presidente
- Fred Schepisi – Empire Falls - Le cascate del cuore
- George C. Wolfe – Lackawanna Blues

### Migliore sceneggiatura per una serie drammatica
- Dr. House - Medical Division – David Shore per l'episodio Il caso House
- Lost – J. J. Abrams, Damon Lindelof e Jeffrey Lieber per gli episodi Pilota: parte 1 / Pilota: parte 2
- Lost – David Fury per l'episodio La caccia
- Rescue Me – Peter Tolan e Denis Leary per l'episodio Pilot
- The Wire – George Pelecanos e David Simon per l'episodio Middle Ground

### Migliore sceneggiatura per una serie comica o commedia
- Arrested Development - Ti presento i miei – Mitchell Hurwitz e Jim Vallely per l'episodio Cugini pericolosi
- Arrested Development - Ti presento i miei – Brad Copeland per l'episodio Autorità negata
- Arrested Development - Ti presento i miei – Barbara Feldman per l'episodio Perduto amore
- Desperate Housewives – Marc Cherry
- Tutti amano Raymond – Philip Rosenthal, Ray Romano, Tucker Cawley, Lew Schneider, Steve Skrovan, Jeremy Stevens, Mike Royce, Aaron Shure, Tom Caltabiano e Leslie Caveny

### Migliore sceneggiatura per una miniserie o film per la televisione
- Tu chiamami Peter – Christopher Markus e Stephen McFeely
- 4400 – Scott Peters e René Echevarria per gli episodi 4400: prima parte / 4400: seconda parte
- Empire Falls - Le cascate del cuore – Richard Russo
- F.D. Roosevelt: un uomo, un presidente – Margaret Nagle
- The Office – Ricky Gervais e Stephen Merchant

## Creative Arts Emmy Awards

### Migliore attore ospite in una serie drammatica
- Ray Liotta (Charlie Metcalf) – E.R. - Medici in prima linea
- Red Buttons (Jules 'Ruby' Rubadoux) – E.R. - Medici in prima linea
- Ossie Davis (Melvin Porter) – The L Word
- Charles Durning (Ernie Yost) – NCIS - Unità anticrimine
- Martin Landau (Frank Malone) – Senza traccia

### Migliore attore ospite in una serie comica o commedia
- Bobby Cannavale (Vince) – Will & Grace
- Alec Baldwin (Malcolm) – Will & Grace
- Victor Garber (Peter Bovington) – Will & Grace
- Jeff Goldblum (Frank/Scott) – Will & Grace
- Fred Willard (Hank MacDougall) – Tutti amano Raymond

### Migliore attrice ospite in una serie drammatica
- Amanda Plummer (Miranda Cole) – Law & Order - Unità vittime speciali
- Jill Clayburgh (Bobbi Broderick) – Nip/Tuck
- Swoosie Kurtz (Madeleine Sullivan) – Huff
- Angela Lansbury (Eleanor Duvall) – Law & Order - Unità vittime speciali
- Angela Lansbury (Eleanor Duvall) – Law & Order - Il verdetto
- Cloris Leachman (Zia Olive) – Joan of Arcadia

### Migliore attrice ospite in una serie comica o commedia
- Kathryn Joosten (Karen McCluskey) – Desperate Housewives
- Blythe Danner (Marilyn Truman) – Will & Grace
- Georgia Engel (Pat MacDougall) – Tutti amano Raymond
- Cloris Leachman (Ida) – Malcolm'
- Lupe Ontiveros (Juanita Solis) – Desperate Housewives

### Migliore serie animata della durata massima di un'ora
- South Park per l'episodio Migliori amici per sempre
- I Griffin per l'episodio I due volti della passione
- Samurai Jack per l'episodio The Four Seasons of Death
- SpongeBob per l'episodio Paura in cucina / Marinaio senza guscio
- I Simpson per l'episodio Future-Drama